# Bussière-Boffy
Pour les articles homonymes, voir Bussière.
Bussière-Boffy (Bussièra Bòufin en occitan) est une ancienne commune du Centre-Ouest de la France, située dans le département de la Haute-Vienne (région en région Nouvelle-Aquitaine, devenue le 1er janvier 2016 une commune déléguée au sein de la commune nouvelle de Val d'Issoire.
Ses habitants sont appelés les Bussiérauds.

## Géographie

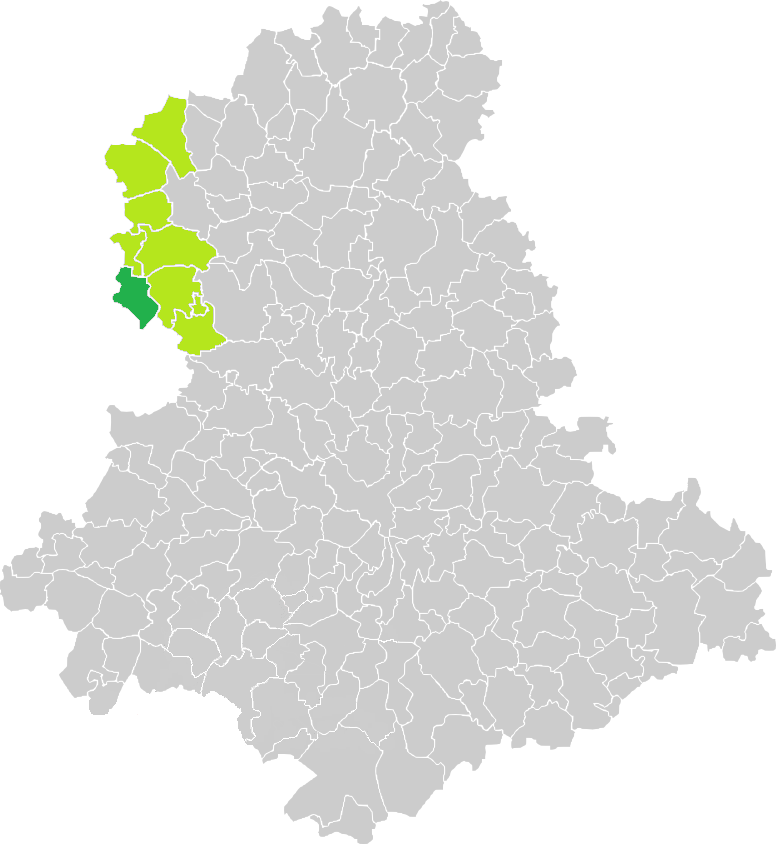
Situation de la commune de Bussière-Boffy en Haute-Vienne.

### Localisation
L’ancienne commune de Bussière-Boffy est située à 45 km au nord-ouest de Limoges et est limitrophe du département de la Charente.

### Communes limitrophes
|                     | Gajoubert                   | Mézières-sur-Issoire (Val d'Issoire) |
| Brillac (Charente)  | Bussière-Boffy              | Nouic                                |
| Lesterps (Charente) | Saint-Christophe (Charente) |                                      |

## Histoire

### Période gallo-romaine
C'est un site à vocation essentiellement agricole qui a été occupé dès le Ier siècle.
À cette époque s'établit, sur la partie ouest du bourg actuel, une villa dont la maison du propriétaire et les habitations du
personnel de l'exploitation. Cette villa, dont le nom s'est perdu, est implantée à 300 m environ d'un long chemin
unissant le Limousin et le Poitou voisin.
Le long de cette voie de communication, se construisent, à partir du IIe siècle, les ateliers en bois
d'un village d'artisans, sans doute des tisserands et des fondeurs de fer.
Au IVe siècle, le site est déserté, sans doute dans un contexte de crainte suscitée par les migrations germaniques.

### Période mérovingienne
Quelques indices comme la présence d'un groupe baptismal, c'est-à-dire un couple d'église dont l'une est dédiée à saint Jean-Baptiste, caractérisent
les paroisses d'origine mérovingienne.
Il est probable que la chapelle Saint-Jean a pour origine un ancien baptistère mérovingien, signe d'une évangélisation précoce de la contrée.
De plus la fête patronale de Bussière-Boffy avait toujours lieu le 25 juin, jour de la Saint-Jean, et non pas le 15 août, jour de la Sainte-Marie, à laquelle est consacrée l'église.
Saint Jean devait être le patron primaire de la paroisse.
Un village mérovingien avait sans doute dû réoccuper les lieux. et porter le nom commun de Bussière, le buis ayant poussé,comme c'est courant, sur les ruines gallo-romaines.

### Période carolingienne
D'après les travaux de Jean-François Boyer, il semblerait que Bussière présente tous les aspects des domaines agricoles fiscaux carolingiens, les curtis.
Cette analyse est confortée par la présence du toponyme  la Cour , emplacement circulaire situé au centre de l'ancien bourg et qui pourrait dériver du mot latin curtis .

### Moyen Âge
L'abbaye féminine de la Règle à Limoges, aurait, semble-t-il, acquis ce domaine, parmi d'autres, à la suite d'une donation royale carolingienne[réf. nécessaire].
Elle s'appuyait, pour justifier cette possession, sur un diplôme (acte royal) du roi Pépin en 837[Qui ?].
Même s'il a ensuite été démontré que cet acte était un faux, on ne peut pas exclure qu'il s'agisse d'une copie reconstitutive et approximative d'un acte original en mauvais état de lecture.

## Politique et administration

### Liste des maires
| Période                                  | Période       | Identité           | Étiquette | Qualité |
| ---------------------------------------- | ------------- | ------------------ | --------- | ------- |
| Les données manquantes sont à compléter. |               |                    |           |         |
| 2001                                     | 2008          | Pierre Longeville  |           |         |
| 2008                                     | décembre 2015 | Jean-Paul Barrière |           |         |

## Population et société

### Démographie
L'évolution du nombre d'habitants est connue à travers les recensements de la population effectués dans la commune depuis 1793. À partir du 1er janvier 2009, les populations légales des communes sont publiées annuellement dans le cadre d'un recensement qui repose désormais sur une collecte d'information annuelle, concernant successivement tous les territoires communaux au cours d'une période de cinq ans. 
Pour les communes de moins de 10 000 habitants, une enquête de recensement portant sur toute la population est réalisée tous les cinq ans, les populations légales des années intermédiaires étant quant à elles estimées par interpolation ou extrapolation. Pour la commune, le premier recensement exhaustif entrant dans le cadre du nouveau dispositif a été réalisé en 2008,.
En 2013, la commune comptait 330 habitants, en évolution de −4,9 % par rapport à 2008 (Haute-Vienne : +0,36 %, France hors Mayotte : +2,49 %).
| 1793  | 1800  | 1806  | 1821  | 1831  | 1836  | 1841  | 1846  | 1851  |
| ----- | ----- | ----- | ----- | ----- | ----- | ----- | ----- | ----- |
| 1 149 | 1 111 | 1 100 | 1 150 | 1 139 | 1 172 | 1 151 | 1 163 | 1 228 |

| 1856  | 1861  | 1866  | 1872  | 1876  | 1881  | 1886  | 1891  | 1896  |
| ----- | ----- | ----- | ----- | ----- | ----- | ----- | ----- | ----- |
| 1 176 | 1 120 | 1 122 | 1 097 | 1 120 | 1 161 | 1 188 | 1 156 | 1 170 |

| 1901  | 1906  | 1911  | 1921 | 1926 | 1931 | 1936 | 1946 | 1954 |
| ----- | ----- | ----- | ---- | ---- | ---- | ---- | ---- | ---- |
| 1 146 | 1 129 | 1 080 | 865  | 813  | 808  | 790  | 701  | 614  |

| 1962 | 1968 | 1975 | 1982 | 1990 | 1999 | 2008 | 2013 | - |
| ---- | ---- | ---- | ---- | ---- | ---- | ---- | ---- | - |
| 562  | 509  | 440  | 364  | 321  | 332  | 347  | 330  | - |

## Culture locale et patrimoine

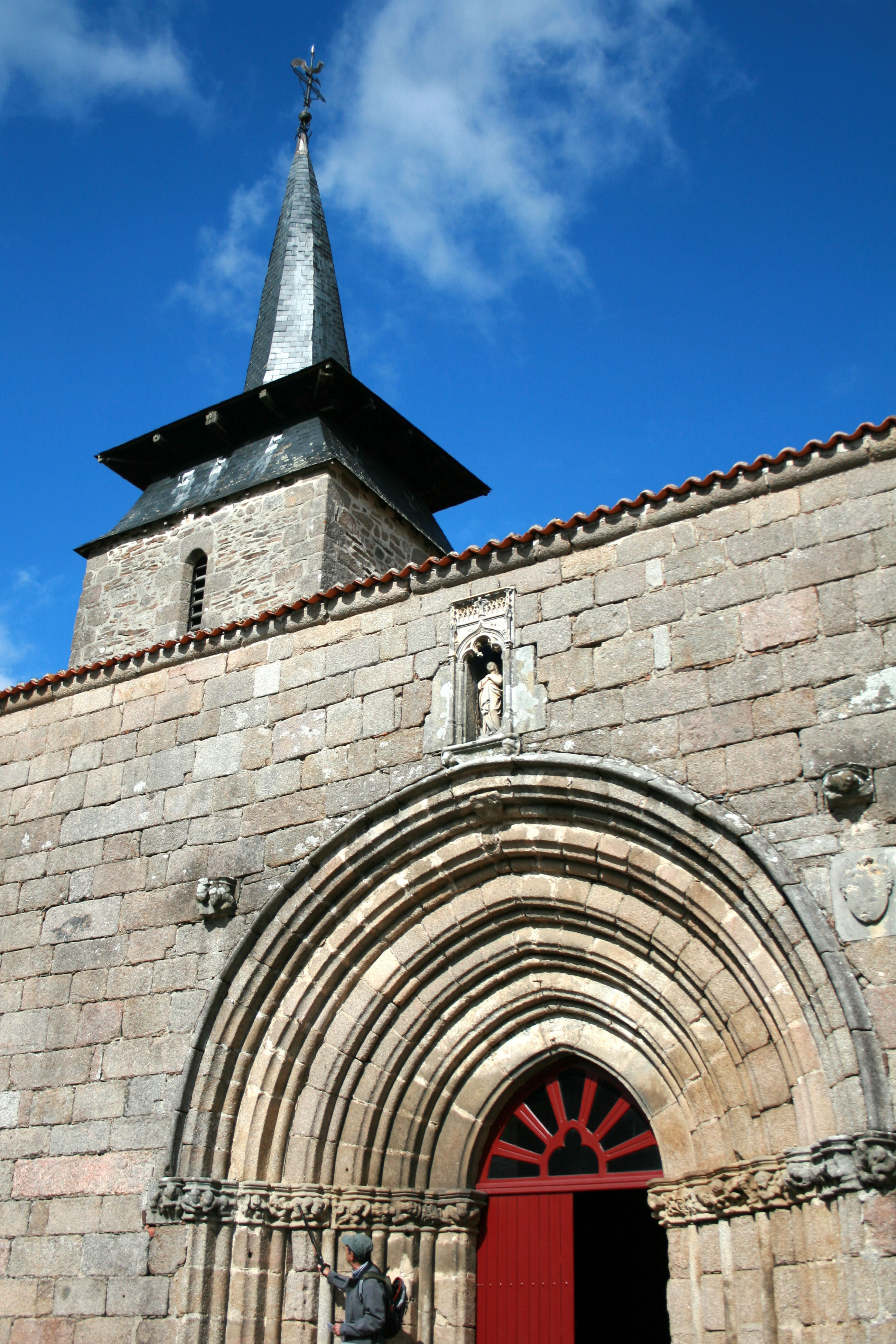
L'église de l'Assomption-de-la-Très-Sainte-Vierge.

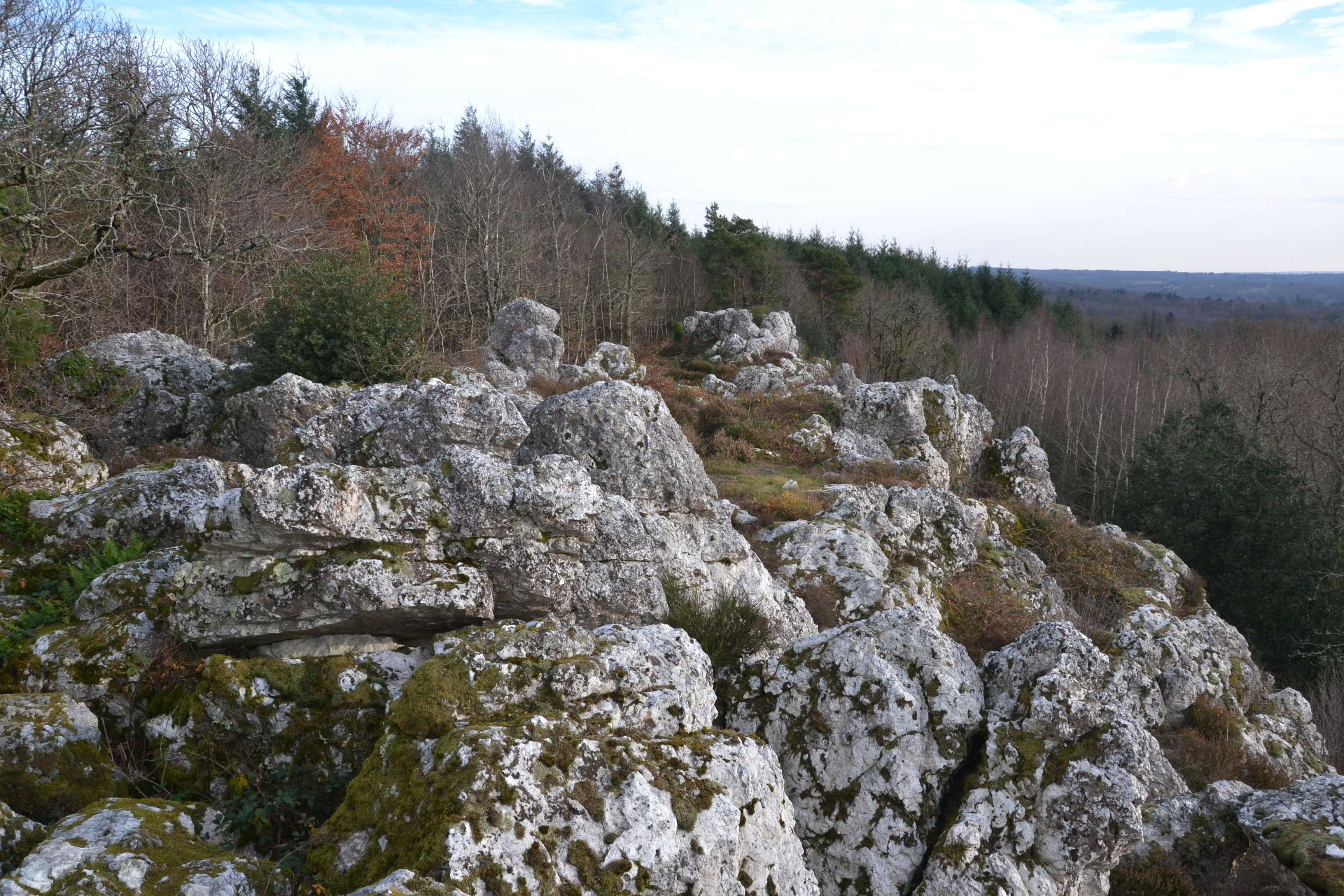
Affleurements de quartz de la butte de Frochet.

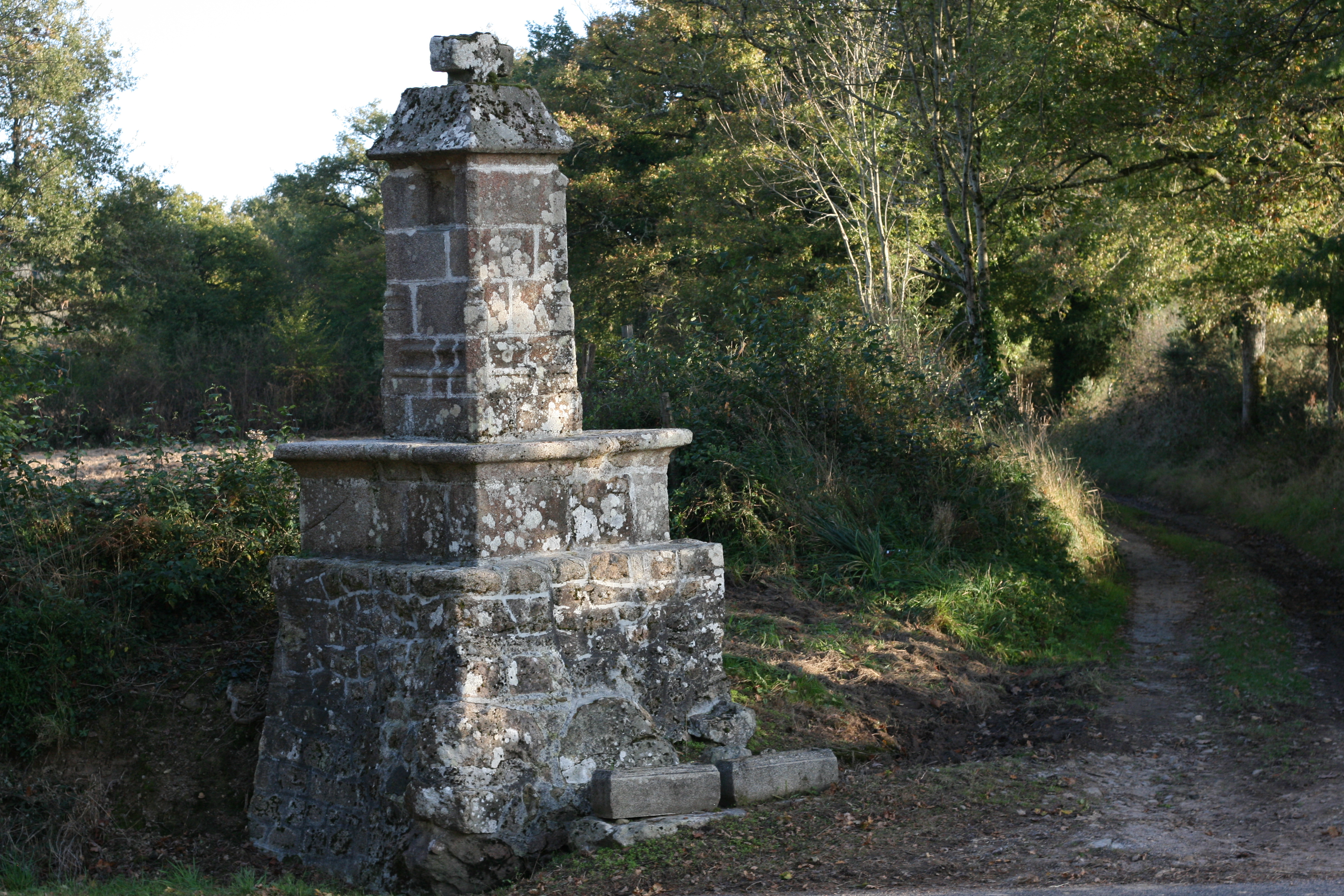
Croix de chemin monumentale.

### Lieux et monuments
- Chapelle Saint-Jean-Baptiste[7].

L'ensemble de la construction ainsi que sa charpente datent du XIIIe siècle. Elle est entourée d'un cimetière médiéval dans lequel une centaine de tombes des XIVe et XVe siècles ont été fouillées. La terre, très acide, n'a même pas conservé les dents des défunts.
- Église de l'Assomption-de-la-Très-Sainte-Vierge[8].

Remarquable par son portail limousin du XIIIe siècle, à cinq voussures. La frise du XVe siècle représente une suite de personnages en action.
- Sur le territoire de la commune, on trouve une superbe lande dite de la Butte de Frochet[9], haut-lieu de l'imaginaire en Limousin.

Elle est l'endroit magique, où, selon la légende, vivait la terrible Mandragore, dragon friand de jeunes filles.
- Maisons Verdilhac, Sanson, Raymond, Verthamont dans le bourg des XVe – VIIIe siècles.
- Une zone humide reconnue, abritant la reinette arboricole, espèce protégée.
- Croix de chemin monumentale, en face du cimetière actuel, implantée à l'entrée d'un chemin menant à la chapelle Saint-Jean-Baptiste.

### Mythes et légendes locales
Selon une légende locale, un dragon à tête humaine vivait sur le Pays de Bussière-Boffy. Son repaire, dénommé « le berceau », se situait dans les rochers de la montagne, au lieu-dit « Frochet »,

### Personnalités liées à la commune
- Hugues Duroy de Chaumareys (1763-1841), officier de marine français fut propriétaire du château de Lachenaud[12].

### Blasonnement
| Blason de Bussière-Boffy | Blason  | D'argent au rameau de buis de sinople, accompagné de deux rencontres de bœuf de gueules, accornés d'or. |
| Blason de Bussière-Boffy | Détails | |